# Subsecretaría de las Culturas y las Artes de Chile
La Subsecretaría de las Culturas y las Artes de Chile es una subsecretaría de Estado dependiente del Ministerio de las Culturas, las Artes y el Patrimonio, y que tiene por objeto proponer políticas al ministro del ramo y diseñar, ejecutar y evaluar planes y programas en materias relativas al arte, a las industrias culturales, a las economías creativas, a las culturas populares y comunitarias. El titular de la Subsecretaría es el funcionario superior jerárquico de las secretarías regionales ministeriales (Seremi's).
Fue creada durante el segundo gobierno de Michelle Bachelet mediante la Ley 21.045, promulgada el 13 de octubre de 2017 y publicada en el Diario Oficial el 3 de noviembre del mismo año. El organismo comenzó sus funciones el 1 de marzo de 2018, siendo sucesora legal de la Subdirección del Consejo Nacional de la Cultura y las Artes, institución creada en 2003 y que dependía del Ministerio de Educación (Mineduc).

## Composición
Forman parte de la Subsecretaría el Consejo Nacional del Libro y la Lectura, el Consejo de Fomento de la Música Nacional, y el Consejo del Arte y la Industria Audiovisual, creado en la ley nº 19.981.

## Subsecretarios
Anteriormente a la vigencia de la Ley N.º 21.045 se conocía como de las Culturas y las Artes al subdirector del Consejo Nacional de la Cultura y las Artes, el cual dependía del Ministerio de Educación. Sin embargo, con la vigencia de dicha ley, ambos cargos se separaron.
| Retrato | Subsecretario/a                             | Partido  | Inicio                 | Final                  | Presidente                 |
| ------- | ------------------------------------------- | -------- | ---------------------- | ---------------------- | -------------------------- |
|         | Juan Carlos Silva Aldunate                  | Evópoli  | 11 de marzo de 2018    | 11 de marzo de 2022    | Sebastián Piñera Echenique |
|         | Andrea Gutiérrez Vásquez                    | Ind.     | 11 de marzo de 2022    | 31 de julio de 2023    | Gabriel Boric Font         |
|         | Francisco Javier Pinto Larenas (subrogante) | Ind.     | 31 de julio de 2023    | 16 de agosto de 2023   | Gabriel Boric Font         |
|         | Noela Salas Sharim                          | FA       | 16 de agosto de 2023   | 6 de noviembre de 2024 | Gabriel Boric Font         |
|         | Jimena Jara Quiodrán                        | Ind.-PPD | 6 de noviembre de 2024 | en el cargo            | Gabriel Boric Font         |